# Ribautia bouvieri
Ribautia bouvieri är en mångfotingart som beskrevs av Henri W. Brölemann 1909. Ribautia bouvieri ingår i släktet Ribautia och familjen storjordkrypare. Inga underarter finns listade i Catalogue of Life.